# Shelter (Album)
Shelter ist das vierte Studioalbum der französischen Blackgaze-Band Alcest. Es erschien am 17. Januar 2014 über die deutsche Plattenfirma Prophecy Productions. Das Werk umfasst acht bzw. neun Titel und hat eine Gesamtspiellänge von 45 Minuten 36 Sekunden bzw. 52 Minuten 7 Sekunden.
Produziert wurde das Album vom Sigur-Rós-Sänger Jón Þór Birgisson im bandeigenen Studio Sundlaugin in Mosfellsbær nahe dem Wasserfall Álafoss, Island. Musikalisch stellt Shelter eine Abkehr vom Blackgaze dar und wendet sich in Richtung Shoegazing und Post-Rock.

## Hintergrundinformationen
Aufgenommen wurde Shelter im Sundlaugin Studio auf Island. Als Produzent zeigte sich Sigur-Rós-Sänger Jón Þór Birgisson verantwortlich.
Am 29. November 2013 erschien mit Opale eine Single mitsamt Musikvideo. Das Musikvideo wurde durch das indische Frühlingsfest Holi, das „Fest der Farben“, inspiriert. Eine Woche vor Veröffentlichung des Albums wurde mit Delivrance ein weiteres Stück vorab der Öffentlichkeit zugänglich gemacht. Das Album erschien am 17. Januar 2014.
Als Gastmusiker konnte Neil Halstead, Sänger der britischen Band Slowdive, gewonnen werden. Für diese Zusammenarbeit wurde das Lied Away, anders als auf den früheren Werken von Alcest, komplett in englischer Sprache geschrieben.
Bei den Aufnahmen verwendeten die Musiker nur die nötigsten technischen Hilfsmittel wie einen Computer und Mikrofone. Für das Einspielen der Schlagzeugspuren nutzte Winterhalter lediglich drei Mikrofone. Durch das Mixing, welches ohne Winterhalter auf Island vorgenommen wurde, ist das Schlagzeugspiel in den Hintergrund geraten. Winterhalter selbst sagte, dass es an manchen Stellen zwar zu leise sei, in anderen Parts schön klinge.

## Konzept und Albumtitel
Das Album erzählt von einem Ort der Zuflucht und Sicherheit, in der die Hörer hineintauchen und entspannen können. Neige widmet die Lieder dem Meer, das für ihn selbst ein Rückzugsort darstellt. Neige erzählte in einem Interview mit dem deutschen Rock Hard, dass jeder Mensch die Faszination und Angst in Bezug auf den Ozean in sich trage. Es sei wie der Weltraum riesengroß und der tiefste Punkt der Erde. Weil der Mensch im Wasser im Bauch der Mutter entstanden sei, gebe es einen Teil im Menschen, der sich nach dem Wasser sehnt. Auf Écailles de Lune beschreibt Neige unter anderem die dunkle Seite des Meeres; Shelter hingegen die sommerliche Seite.

„Ich denke dass wir alle diese Faszination und Angst im Bezug auf den Ozean haben. Es ist wie der Weltraum, groß, dunkel und wir wissen, dass es der tiefste Teil unseres Planeten ist. Wir selbst sind auch im Wasser, im Bauch unserer Mutter entstanden. Auf gewisse Weise vermissen wir es immer. Und wenn man am Rand des Meeres oder eines Sees sitzt, klärt das die eigenen Gedanken. Auf dem „Écailles De Lune“-Album hat mich die dunkle Seite des Meeres mehr inspiriert, mit diesem sehr romantischem Szenario, dem Mond und den silbernen Reflexionen. Bei „Shelter“ ist es mehr die sommerliche Seite geworden.“

Der Name Shelter wurde ausgewählt, da sich das Wort auf Französisch seiner Meinung nach „Scheiße“ angehört hätte. Dem Albumtitel wurde das Artwork angepasst: Haben sich die gemalten Bilder auf den letzten beiden Werken Écailles de Lune und Les Voyages de l’Âme gepasst, so sah Neige, in der Einfachheit eines Fotos das perfekte Cover für Shelter.

## Titelliste
| #  | Titel                                              | Komponist | Länge | Anmerkungen                                          |
| -- | -------------------------------------------------- | --------- | ----- | ---------------------------------------------------- |
| 1. | Wings („Flügel“)                                   | Neige     | 1:32  |                                                      |
| 2. | Opale („Opal“)                                     | Neige     | 4:56  |                                                      |
| 3. | La Nuit Marche avec Moi („Die Nacht geht mit mir“) | Neige     | 4:58  |                                                      |
| 4. | Voix Sereines („Sirenenstimmen“)                   | Neige     | 6:44  |                                                      |
| 5. | L’Éveil des Muses („Das Erwachen der Musen“)       | Neige     | 6:49  |                                                      |
| 6. | Shelter („Zuflucht“ oder „Obdach“)                 | Neige     | 5:29  |                                                      |
| 7. | Away („Fort“)                                      | Neige     | 5:02  | mit Neil Halstead                                    |
| 8. | Délivrance („Befreiung“)                           | Neige     | 10:06 |                                                      |
| 9. | Into the Waves („In die Wellen“)                   | Neige     | 6:31  | Bonuslied auf der Deluxe-Version, mit Billie Lindahl |

## Musik
Shelter stellt eine musikalische Abkehr von den Einflüssen des Metal zu reinem Shoegazing dar. Die Musik wird auf dem Album mit Cocteau Twins, Slowdive, Sigur Rós und Mogwai verglichen. Auch wurden musikalische Vergleiche zu This Will Destroy You und God Is an Astronaut gezogen.

## Bewerbung und Chartplatzierungen
Um für das Album zu werben, absolvierte Alcest Konzerte in den Vereinigten Staaten, Kanada, Mexiko, sowie durch mehrere Staaten Europas als Special-Guest von Opeth.
Shelter ist das erste Album, das es schaffte eine Notierung in den offiziellen Albumcharts in Deutschland zu erreichen. Es stieg auf Platz 28 ein und hielt sich eine Woche lang dort auf.

## Pressestimmen
Shelter erhielt in der deutschsprachigen Fachpresse überwiegend positive Kritiken. So beschreibt Anton Kostudis von der Onlineplattform Metal.de Shelter als ein „bemerkenswertes, unglaublich tiefgründiges Album.“ Alcest weiß auch nach Album Nummer vier weiterhin zu begeistern. Obwohl das Werk das „bekömmlichste Album“ der Banddiskografie darstellt, enthält Shelter nach wie vor introvertierte und eigenwillige Kost, für die Neige bereits in der Vergangenheit bekannt war. Juliane Lüthy vom Sonic Seducer fügte hinzu, dass Alcest auf Shelter ihre eigene Interpretation des Shoegaze abliefern. „Dream-Pop-Perlen“ entführen den Hörer an einen Rückzugsort, die einem Schutz bieten und in schweren Zeiten den richtigen Weg weisen können.
Laut Hang Mei Le von Powermetal.de ist es das Stück Opale, das Grundlage für die Kritik aus dem eigenen Fanlager bildet. Auch in seiner Kritik gab der Verfasser zu, anfänglich vom Album enttäuscht gewesen zu sein. Nach mehrmaligen Hören jedoch konnte seine Meinung positiv geändert werden. Im Resümee prophezeite Le, dass Alcest mit Shelter einigen alteingesessenen Fans vor dem Kopf stoßen würde, allerdings könne das Duo auch neue Hörer aus anderen Breitengraden hinzugewinnen. Laut Thomas Pilgrim von Plattentests.de erinnere die Musik auf dem Album phasenweise an Sigur Rós und Klimt 1918. Ein Album wie Kveikur von Sigur Rós stelle sich „im Nachhinein tatsächlich als härter [heraus] als 'Shelter' – sofern Härte innerhalb solch entgrenzter Sphären überhaupt eine gültige Kategorie sein darf.“ Trotzdem sei das Werk ein tief berührendes Album geworden, das zum Abschluss mit Délivrance noch einmal aufdrehe und „himmlische Chöre auf ein Breitwandarrangement treffen“ lasse. Valentin von Whiskey-soda.de ist der Meinung, dass Alcest auf Shelter mit einem schlankeren Klang verglichen mit den bisherigen Veröffentlichungen. Selbst in intensiveren Passagen schafft es das Duo nicht vom Leichtbauprinzip ab. Obwohl Shelter das inzwischen vierte Alcest-Album ist, kann es laut dem Kritiker auch als ein Erstling angesehen werden, in dem dem Hörer nach jeder Regel der Kunst vor Augen geführt wird, dass „echte Geborgenheit jenseits von Türen, Wänden und Dächern zu suchen ist.“